# Xã Springhill, Quận Fayette, Pennsylvania
Xã Springhill (tiếng Anh: Springhill Township) là một xã thuộc quận Fayette, tiểu bang Pennsylvania, Hoa Kỳ. Năm 2010, dân số của xã này là 2.907 người.